# Selenidera gouldii
Selenidera gouldii là một loài chim trong họ Ramphastidae.